# Сава-центр

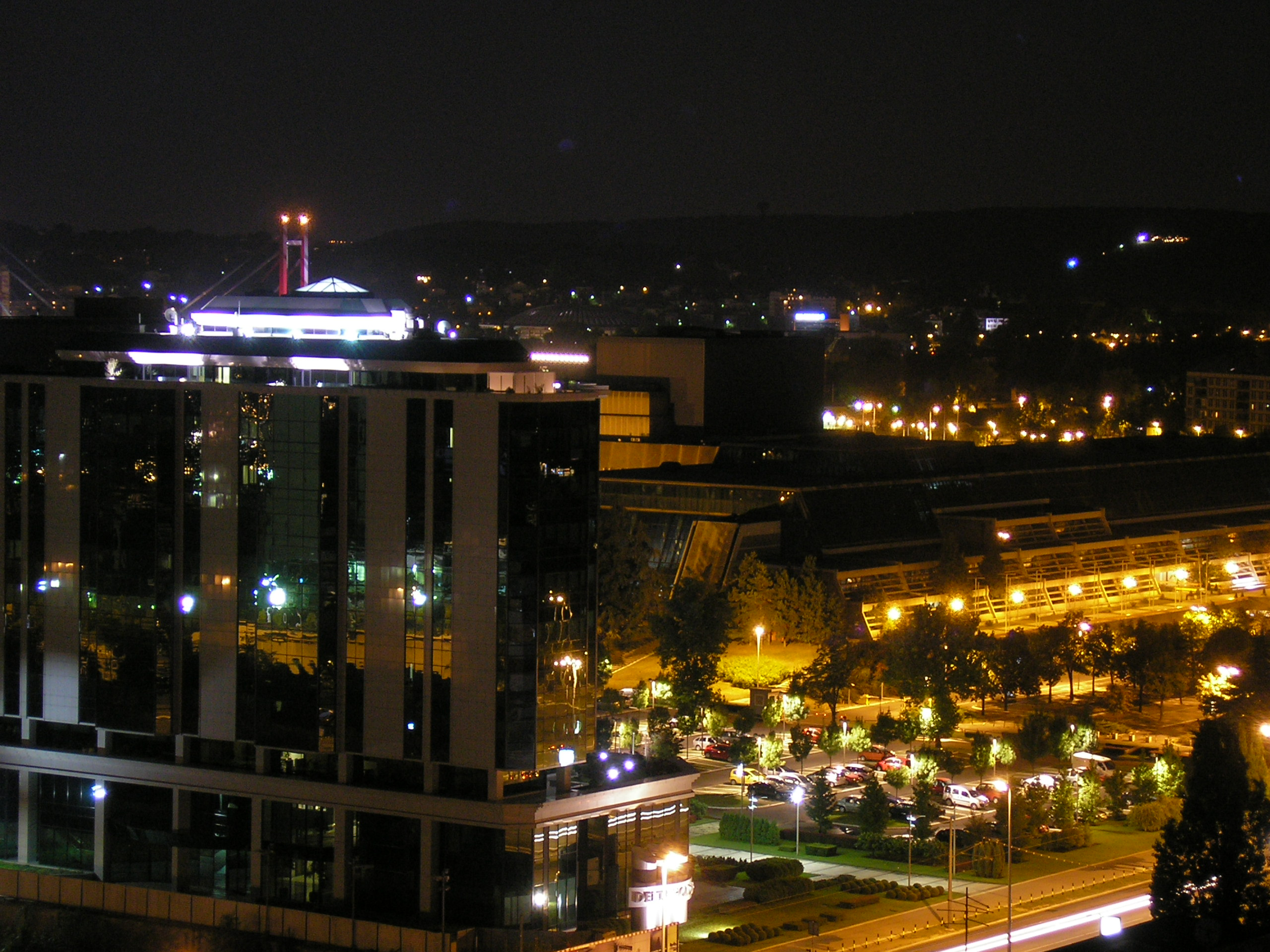
Сава-центр рядом с бизнес-центром

Сава-центр (серб. Сава центар) — международный многофункциональный культурный, деловой и выставочный центр в Белграде, открытый в 1977 году. В апреле 2021 года здание было объявлено памятником культуры. В 2024 году Сава-центр открылся после масштабной реконструкции. Комплекс включает в себя крупный театрально-концертный зал вместимостью до 4000 гостей, залы для конференций и конгрессов, торговые площади. 

## История
В 1975 году, после Первой конференции Организации по безопасности и сотрудничеству в Европе, состоявшейся в Хельсинки, президент Югославии Иосип Броз Тито согласился на проведение следующего саммита в Белграде. Однако в югославской столице не было подходящего здания, которое могло бы принять такое количество делегатов высокого уровня, поэтому было принято решение построить новое здание. 
Строительство самого большого концертного зала в Югославии (сейчас Сербия) началось в 1976 году. Зал должен был располагаться в новом строительном районе Белграда, Новом Белграде. В те годы Белград быстро расширялся по берегам рек Сава и Дуная, с целью строительства современной альтернативы исторической столице. Строительство заняло три года, до 1979 года, и возглавлялось главным дизайнером и архитектором Стояном Максимовичем. На подготовку проекта ему дали месяц, который он провёл либо в уединении в своём рабочем кабинете, либо в самолётах по пути в Париж, Гаагу, Копенгаген и Хельсинки, чтобы осмотреть и изучить архитектурные объекты, похожие на то, что ему предстояла создать. Работы начались в апреле 1976 года, а спустя чуть более года здание было торжественно открыто 14 мая 1977 года президентом Тито. Но фактически это было только открытие главного здания, строительство которого пришлось форсировать для того, чтобы успеть к июньской конференции ОБСЕ. К следующему году был возведён второй корпус, третий был открыт в 1979 году. Второй корпус с большим концертным и конференц-залом был построен к проведению 11-го съезда Союза коммунистов Югославии. Архитектурным планом там была предусмотрена вращающаяся сцена, которая, однако, так и не получила воплощения — вместо неё была просто вмонтирована большая сцена. К 1979 году к комплексу был пристроен отель Beograd InterContinental (сейчас Crowne Plaza Belgrade), для проведения ежегодного совещания Всемирного банка. Во время строительства комплекса возводилась и окружающая его инфраструктура, включая прилегающую дорожную сеть. 
В августе 2006 года открылась обновленная стоянка вместимостью 410 автомашин. В результате реконструкции стоянки белградцам впервые представили плату за парковку в Сава-центре.

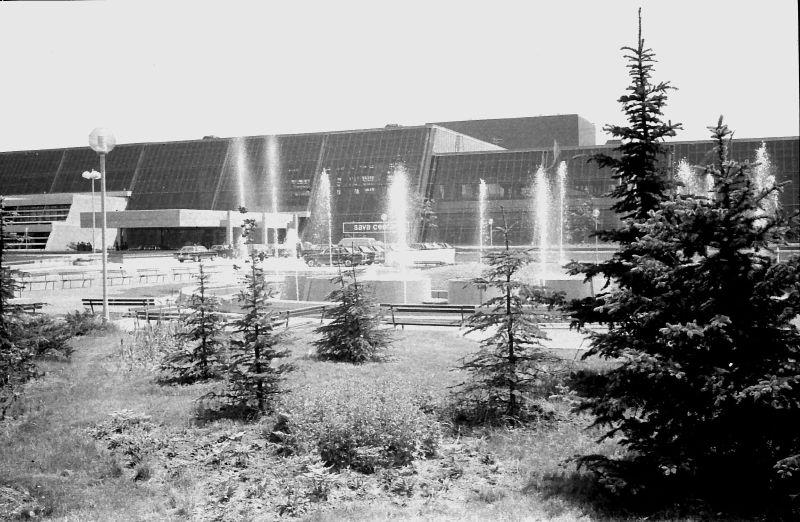
Сава-центр в 1978 году

На своё 30-летие комплекс получил существенные инвестиции на реконструкцию стеклянного фасада. Также власти города выделили большую сумму на замену битых стекол боковых фасадов здания и на аудиоаппаратуру для проведения концертов. В Большом зале поменяли сидения. Сава-центр принимал таких артистов как Доминго, Пласидо, Кабалье, Монсеррат, Дейвис, Майлс, Шеринг, Генрик, Кеннеди, Найджел, Мета, Зубин, Стинг, Би Би Кинг, Ашкенази, Владимир Давидович, Оркестр Иоанна  Штрауса, Национальный филармонический оркестр России и Филармонический оркестр Окажу.
Также комплекс был местом проведения Мисс-Сербия и сербского Евровидения.

## Габариты
Сава-центр имеет полезную площадь 69720 м2 и 100000 м2 общей площади, включая театральный зал на 4000 посадочных мест, 15 конференц-залов, выставочную площадку и множество других помещений. Ежегодно он принимает более полумиллиона посетителей. Сава-центр связан Белградским отелем Континенталь(англ. Continental Hotel Belgrade) галереей. В комплексе имеются рестораны, бары, офисы и магазины.
Большой зал, известный также под неофициальным названием Голубой зал из-за его синих сидений имеет верхнюю и нижнюю ложи и имеет совершенно иной вид в зависимости от ложи. Сидения могут демонтироваться. Он также является местом проведения премьер фильмов. 

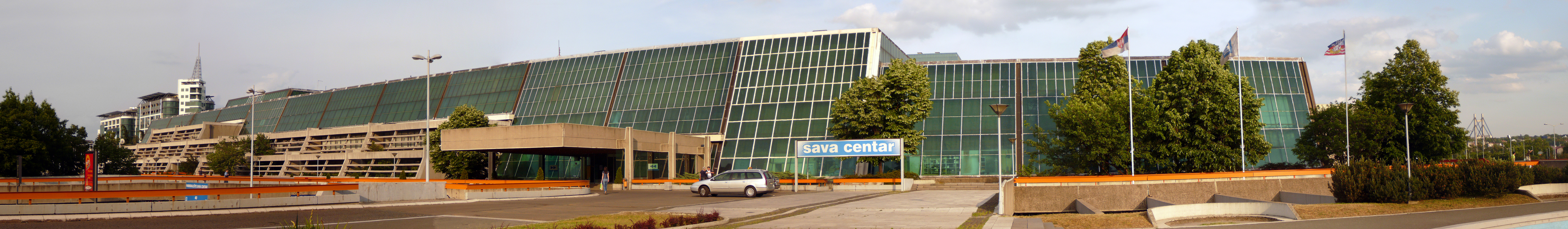
Панорама Сава-центра

## Мероприятия
- ОБСЕ
- ВМФ
- Всемирный банк
- Интерпол
- UNCTAD
- ЮНЕСКО
- Форекс

## Внешние ссылки и сноски
- Официальный сайт
- Page at official Belgrade site